# Lijst van kunstwerken in het Mauritshuis/C
Lijst van kunstwerken in het Mauritshuis en de Galerij Prins Willem V in Den Haag met werken van kunstenaars van wie de naam begint met de letter C. Vermeldingen in het grijs geven aan dat het werk geen deel meer uitmaakt van de collectie, bijvoorbeeld omdat het in bruikleen gegeven is aan een andere instelling of omdat het teruggegeven is aan de bruikleengever.
| Inventaris-nummer | Maker                                | Titel | Datering          | Type          | Afbeelding |
| ----------------- | ------------------------------------ | --- | ----------------- | ------------- | ---------- |
| 754               | Abraham van Calraet                  | Stilleven met perziken en druiven                                                                                   | Ca. 1680          | Schilderij    |            |
| 313               | Luca Cambiaso                        | Maria met kind, met Johannes de Doper                                                                               | Ca. 1565          | Schilderij    |            |
| 314               | Luca Cambiaso                        | De geboorte van Maria                                                                                               | Ca. 1570          | Schilderij    |            |
| 1062              | Jacob van Campen                     | Argus, Mercurius en Io                                                                                              | Ca. 1630-1640     | Schilderij    |            |
| 1089              | Jacob van Campen                     | Dubbelportret van Constantijn Huygens en Suzanna van Baerle                                                         | Ca. 1635          | Schilderij    |            |
| 820               | Jan van de Cappelle                  | Schepen voor de kust                                                                                                | 1651              | Schilderij    |            |
| 567               | Jan van de Cappelle                  | Winterlandschap | 1653              | Schilderij    |            |
| 1155              | Jan van de Cappelle                  | Zeegezicht met schepen                                                                                              | Ca. 1660          | Schilderij    |            |
| 315               | Naar Annibale Carracci               | De Heilige Familie                                                                                                  | 1596-1831         | Schilderij    |            |
| 1208              | Nick en Rob Carter                   | Transforming Still Life Painting after Ambrosius Bosschaert the Elder, Vase With Flowers in a Window, 1618          | 2009              | Videokunst    |            |
| 300               | Mateo Cerezo                         | De boetvaardige Maria Magdalena                                                                                     | 1661              | Schilderij    |            |
| 237               | Omgeving van Philippe de Champaigne  | Portret van Jacobus Govaerts                                                                                        | 1665              | Schilderij    |            |
| 656               | Jean-Baptiste Siméon Chardin         | Stilleven met koperen ketel, kaas en eieren                                                                         | Ca. 1730-1735     | Schilderij    |            |
| 947               | Pieter Claesz.                       | Stilleven met brandende kaars                                                                                       | 1627              | Schilderij    |            |
| 943               | Pieter Claesz.                       | Vanitasstilleven | 1630              | Schilderij    |            |
| 1125              | Pieter Claesz.                       | Stilleven met tazza                                                                                                 | 1636              | Schilderij    |            |
| 403               | Pieter Claesz.                       | Stilleven met baardmankruik, bokking en rokersgerei                                                                 | 1644              | Schilderij    |            |
| 895               | Atelier van Joos van Cleve           | Portret van een man                                                                                                 | Ca. 1520-1530     | Schilderij    |            |
| 348               | Atelier van Joos van Cleve           | Christus en Johannes de Doper als kinderen                                                                          | Ca. 1530          | Schilderij    |            |
| 445               | Pieter Codde                         | Trik-trakspelers | 1628              | Schilderij    |            |
| 857               | Pieter Codde                         | Portret van een echtpaar                                                                                            | 1634              | Schilderij    |            |
| 392               | Pieter Codde                         | Vrolijk gezelschap met gemaskerde dansers                                                                           | 1636              | Schilderij    |            |
| 810               | Edwaert Collier                      | Vanitasstilleven | 1675              | Schilderij    |            |
| 379               | Marie-Anne Collot                    | Buste van stadhouder Willem V                                                                                       | 1782              | Beeldhouwwerk |            |
| 380               | Marie-Anne Collot                    | Buste van Wilhelmina van Pruisen                                                                                    | 1782              | Beeldhouwwerk |            |
| 81                | Leendert van der Cooghen             | De ongelovige Thomas                                                                                                | 1654              | Schilderij    |            |
| 993               | Samuel Cooper                        | Portret van Karel II, koning van Engeland                                                                           | 1665              | Miniatuur     |            |
| 1154              | Adriaen Coorte                       | Stilleven met vijf abrikozen                                                                                        | 1704              | Schilderij    |            |
| 1106              | Adriaen Coorte                       | Stilleven met aardbeien                                                                                             | 1705              | Schilderij    |            |
| 238               | Gonzales Coques                      | Interieur met figuren te midden van een schilderijenverzameling                                                     | 1667-1672 en 1706 | Schilderij    |            |
| 302               | Naar Correggio                       | Christus op de Olijfberg                                                                                            | 1504-1821         | Schilderij    |            |
| 301               | Naar Correggio                       | Maria met kind | 1515-1821         | Schilderij    |            |
| 287               | Piero di Cosimo                      | Portret van Francesco Giamberti Zie Portretten van Giuliano Giamberti da Sangallo en Francesco Giamberti            | 1482-1485         | Schilderij    |            |
| 288               | Piero di Cosimo                      | Portret van Giuliano Giamberti da Sangallo Zie Portretten van Giuliano Giamberti da Sangallo en Francesco Giamberti | 1482-1485         | Schilderij    |            |
| 1216              | Jan Cossiers en Daniël Seghers       | Bloemencartouche rond een buste van Constantijn Huygens                                                             | 1644              | Schilderij    |            |
| 917               | Lucas Cranach (I)                    | Maria met kind | Ca. 1515-1520     | Schilderij    |            |
| 891               | Atelier van Lucas Cranach (I)        | Portret van Philipp Melanchthon                                                                                     | Ca. 1545          | Schilderij    |            |
| 890               | Toegeschreven aan Lucas Cranach (II) | Portret van een man met een rode baard                                                                              | 1548              | Schilderij    |            |
| 539               | Pieter Frederik de la Croix          | Portret van Johan Arnold Zoutman                                                                                    | 1781              | Pastel        |            |
| 24                | Abraham van Cuylenborch              | Diana en haar nimfen                                                                                                | 1625-1658         | Schilderij    |            |
| 822               | Aelbert Cuyp                         | Landschap met de ruïne van de Abdij Rijnsburg bij Leiden                                                            | Ca. 1640-1642     | Schilderij    |            |
| 25                | Aelbert Cuyp                         | Ruiterportret van Pieter de Roovere (1602-1652)                                                                     | Ca. 1650          | Schilderij    |            |
| 829               | Omgeving van Aelbert Cuyp            | Portret van een meisje met perziken                                                                                 | 1650-1660         | Schilderij    |            |
| 821               | Trant van Aelbert Cuyp               | Vee bij een rivier                                                                                                  | Ca. 1650-1691     | Schilderij    |            |
| 963               | Trant van Aelbert Cuyp               | Trekkend landvolk in een zuidelijk landschap                                                                        | Ca. 1652          | Schilderij    |            |